# Тіт Курцілій Манція
Тіт Курцілій Манція (*Titus Curtilius Mancia, д/н — після 63) — державний та військовий діяч Римської імперії.

## Життєпис
Походив з плебейського роду Курціліїв. Про батьків та кар'єру замало відомостей. Здобув звання сенатора. Згодом породичався з заможним представником Нарбонської Галлії. Звідси висувається теорія, що сам Курцілій Манція був звідси, проте це сумнівно.
Наприкінці 55 року призначається консулом-суфектом (разом з Гнеєм Корнелієм Лентулом Гетуліком). Дослідники припускають, що він був автором закону Lex Manciana — про управління державною та імператорською власністю на землю в провінції Африка. Відомо про його конфлікт з зятем Доміцієм Луканом. Курцілій погодився визнати спадкоємицею свою онуку — доньку Лукана — лише у випадку, якщо вона вийде з-під влади батька.
56 року призначено пропретором — імператорським легатом провінції Верхня Германія. 58 року спільно з Луцієм Дувієм Авітом змусив фрізів відступити до власних земель. Того ж року спільно з Дувітом завдав поразки союзу германських племен ампсіваріїв, тенктерів та бруктерів. Манція змусив два останні племені відмовитися від союзу з ампсіваріями, які відступили на власні землі.
Залишався на своїй посаді ймовірно до 63 року. Подальша доля невідома.

## Родина
- Курцілія, дружина сенатора Гнея Доміція Лукана. Їхня онука була матір'ю імператора Марка Аврелія.